# Kianoush Rostami
Kianoush Rostami (em persa: کیانوش رستمی, nascido em Eslamabad-e Gharb, 23 de julho de 1991) é um levantador de peso iraniano de etnia curda. Nos Jogos Olímpicos de 2016, no Rio de Janeiro, na categoria até 85 kg, ele alcançou o primeiro lugar, ganhando a medalha de ouro e estabelecendo um novo recorde mundial com um elevador total de 396 kg. Ele já tem uma medalha de prata dos Jogos Olímpicos de 2012, em Londres. Rostami treina sozinho, sem um treinador.

## Carreira
Rostami nasceu em Eslamabad-e Gharb, na província iraniana de Quermanxá.
Ele ganhou a medalha de ouro na categoria até 85 kg no Campeonato Mundial de Halterofilismo em 2011.
Ele ganhou a medalha de bronze nos Jogos Olímpicos de Verão de 2012, em Londres, na categoria até 85 kg, com um total de 380 kg levantados. Em junho de 2016, foi anunciado que o vencedor da medalha de prata, Apti Aukhadov, havia ingerido substâncias proibidas e, portanto, desclassificado por sua medalha. Com isso, Rostami foi elevado para o segundo lugar e passou a ser o medalhista de prata.
Em 2016, enquanto competia na Copa do Fajr, em Teerã, no Irã, Kianoush quebrou o recorde mundial de arremesso de sua divisão de peso, com um levantamento de 220 kg. Kianoush também quebrou o seu próprio recorde meses mais tarde, nos Jogos Olímpicos de Verão de 2016, no Rio de Janeiro, com um total de 395 kg levantados.
Rostami competiu nos Jogos Olímpicos de Verão de 2016, no Rio de Janeiro, representando o Irã na divisão até 85 kg de peso. Ele ganhou a medalha de ouro na classe de peso até 85 kg, igualando-se ao recorde olímpico de 217 kg no arremesso — definido pelo chinês Tian Tao poucos minutos antes — e definindo um recorde mundial de 396 kg no total. Depois de bater o recorde mundial, Rostami declarou: "Eu sou um servo para todos os curdos Kermashani, para os curdos em todo o mundo".
Após o forte terremoto em Kermanshah, em novembro de 2017, Rostami e outros atletas arrecadaram suprimentos de socorro para as vítimas e leiloaram sua medalha de ouro olímpica de 2016 para esse propósito.
Rostami teve vários conflitos com a Federação Iraniana de Halterofilismo, sendo frequentemente excluído dos campos de treinamento da equipe nacional e de competições. Em 2024, ele emigrou para o Kosovo, cuja independência o Irã não reconhece, o que criou barreiras adicionais para sua participação internacional.

## Quadro de resultados
| Ano                       | Lugar                     | Categoria       | Marca (kg) / pos. | Marca (kg) / pos. | Marca (kg) / pos. | Ref.            |
| Ano                       | Lugar                     | Categoria       | Arranque          | Arremesso         | Total             | Ref.            |
| Jogos Olímpicos           | Jogos Olímpicos           | Jogos Olímpicos | Jogos Olímpicos   | Jogos Olímpicos   | Jogos Olímpicos   | Jogos Olímpicos |
| ------------------------- | ------------------------- | --------------- | ----------------- | ----------------- | ----------------- | --------------- |
| 2012                      | Londres, Reino Unido      | –85 kg          | 171 / 5           | 209 / 4           | 380 /             | [ 5 ]           |
| 2016                      | Rio de Janeiro, Brasil    | –85 kg          | 179 / 1           | 217 / 1           | 396 RM /          | [ 1 ]           |
| Campeonato Mundial        |                           |                 |                   |                   |                   |                 |
| 2010                      | Antália, Turquia          | –77 kg          | 161 /             | 193 / 5           | 354 / 4           | [ 13 ] [ 14 ]   |
| 2011                      | Paris, França             | –85 kg          | 173 /             | 209 /             | 382 /             | [ 13 ] [ 14 ]   |
| 2014                      | Almaty, Cazaquistão       | –85 kg          | 178 /             | 213 /             | 391 /             | [ 13 ] [ 14 ]   |
| 2015                      | Houston, Estados Unidos   | –85 kg          | 173 /             | 214 /             | 387 /             | [ 15 ]          |
| 2017                      | Anaheim, Estados Unidos   | –85 kg          | 174 /             | Sem marca         | —                 | [ 13 ] [ 14 ]   |
| 2019                      | Pattaya, Tailândia        | –96 kg          | Sem marca         | Sem marca         | —                 | [ 16 ]          |
| 2022                      | Bogotá, Colômbia          | –89 kg          | 174 /             | 206 / 5           | 381 / 4           | [ 13 ] [ 14 ]   |
| Jogos Asiáticos           |                           |                 |                   |                   |                   |                 |
| 2010                      | Guangzhou, China          | –85 kg          | 165 / 5           | 200 / 6           | 365 / 6           | [ 13 ]          |
| 2014                      | Incheon, Coreia do Sul    | –85 kg          | 172 / 1           | 208 / 2           | 380 /             | [ 13 ] [ 14 ]   |
| 2018                      | Jacarta, Indonésia        | –94 kg          | 175 / 2           | Sem marca         | —                 | [ 17 ]          |
| Campeonato Asiático       |                           |                 |                   |                   |                   |                 |
| 2008                      | Kanazawa, Japão           | –69 kg          | 131 / 10          | Sem marca         | —                 | [ 18 ]          |
| 2011                      | Tongling, China           | –85 kg          | 162 /             | 201 /             | 363 /             | [ 13 ] [ 14 ]   |
| 2012                      | Pyeongtaek, Coreia do Sul | –85 kg          | 172 /             | 211 /             | 383 /             | [ 13 ] [ 14 ]   |
| 2021                      | Tasquente, Usbequistão    | –89 kg          | 167 /             | 206 /             | 373 /             | [ 13 ] [ 14 ]   |
| 2023                      | Jinju, Coreia do Sul      | –89 kg          | 165 / 4           | 186 / 11          | 351 / 8           | [ 19 ]          |
| Campeonato Mundial Júnior |                           |                 |                   |                   |                   |                 |
| 2010                      | Sófia, Bulgária           | –77 kg          | 160 /             | 187 /             | 347 /             | [ 20 ]          |
| 2011                      | Penang, Malásia           | –85 kg          | 168 /             | 210 /             | 378 /             | [ 21 ]          |
| Qatar Cup                 |                           |                 |                   |                   |                   |                 |
| 2019                      | Doha, Catar               | –96 kg          | 178 /             | 225 /             | 403 /             | [ 22 ]          |
| Fajr Cup                  |                           |                 |                   |                   |                   |                 |
| 2016                      | Teerã, Irã                | –85 kg          | 175 /             | 220 RM /          | 395 RM /          | [ 6 ]           |
| 2019                      | Teerã, Irã                | –96 kg          | 172 /             | 220 /             | 392 /             | [ 23 ]          |
| 2020                      | Teerã, Irã                | –96 kg          | Sem marca         | 215 /             | —                 | [ 24 ]          |
| EGAT's Cup                |                           |                 |                   |                   |                   |                 |
| 2020                      | Chiang Mai, Tailândia     | –96 kg          | 160 /             | 211 /             | 381 /             | [ 25 ]          |

1. ↑  Edição de 2020 realizada em 2021